# Nusantara Satu
Nusantara Satu (anteriormente conhecido como PSN-6) é um Satélite de comunicação. É um grande Satélite de alto rendimento para provês comunicação de voz e dados, e Acesso à Internet através do arquipélago Indonésio e no Sudeste da Ásia.
Nusantara Satu foi construído pela SSL e foi lançado em fevereiro de 2019 num Falcon 9 junto do módulo lunar Beresheet e o S5, um pequeno satélite do Air Force Research Laboratory.

## Visão geral
Nusantara Satu é um satélite de comunicações desenvolvido e projetado pela SSL para PT Pasifik Satelit Nusantara, a primeira companhia particular de serviços de telecomunicações e informações na Indonésia. O custo do projeto é de USD$230 milhões.
O satélite massivo, construído pela SSL, apresenta um Propulsor de íons, mas também vai usar propelentes quimicos convencionais para stationkeeping em órbita.

## Serviço
O satélite Nusantara Satu é usado para comunicações de voz e dados, e acesso à Internet através do arquipélago indonésio e o Sudeste Asiático. Seu tempo de serviço estimado é de 15 anos.